# 何熊祥
何熊祥（1567年—1642年），字乾宰，又字师帝，别号玄谷，广东新会县司前河村人。晚明政治人物。

## 家世
何泰宇和湯氏 (司前何村人)之子、何東池和劉氏[坑頭劉宗同妻陳氏之女]之孫、何蘆月和梁氏 (新會橋下人)之曾孫、何橋所和梁氏 (新會橋下人) 之玄孫，是北宋狀元何栗和趙氏公主之後代，后迁城内。

## 生平
万历十六年（1588年）戊子科举人，萬曆二十年（1592年）壬辰科进士。初授翰林院庶吉士，改监察御史，巡按浙江道，兼督军政。后巡按江苏。任满，补京堂，历任太仆寺少卿、大理寺左右丞。万历四十三年（1615年）升大理寺卿。四十六年（1618年）升任南京刑部右侍郎，加通议大夫。泰昌元年（1620年）升南京左都御史，授资政大夫。天启元年（1621年）任南京工部尚书，翌年改南京吏部。天启三年（1623年）致仕回乡。崇祯十五年（1642年）四月病卒。谕祭葬，谥文懿。

## 著作
著作有《平刑八议》、《四巡奏疏》、《南都疏略》、《南疏续刻》等。

## 遺跡
广东城内忠贤街四牌樓之一的承恩五代坊为其所建。